# Дудка, Виталий Александрович
Виталий Александрович Дудка (род. 4 октября 1985, Чимкент, Казахская ССР, СССР) — российский режиссёр и продюсер кино и телевидения.
Режиссёр фильмов «Нейробатя» (2025),  «За слова отвечаю» (2024), «Юра дворник» (2023), киноальманаха «Кто там?» (2022) и питчинг-шоу «DreamApp». Победитель Московского питчинга дебютантов-2021 (проект «Буран»), хоррор-акселератора ТВ3-2021 (проект «Esc») и питчинга Минкульта (2022).
Лауреат премии ТЭФИ-Регион 2013 в номинации «Специальный проект» как режиссёр фильма «Весенний бал».
Основатель телеканалов UTV, «Живая природа», «Глазами туриста». Креативный директор компании «Уфанет» (2010—2015).
В 2016 году стал сооснователем рекламного продакшна TIP-TOP TEAM. В 2020 году совместно с кинопродюсером Роксаной Санкиной основал компанию DUDKA FILMS.

## Биография
Родился в городе Чимкенте 4 октября 1985 года.
Окончил Уфимский авиационный университет по специальности программист-математик. С 2010 года работал в компании «Уфанет» креативным директором, за это время основал телеканалы UTV, «Живая природа» и «Глазами туриста». Построив карьеру на телевидении, решил попробовать себя в рекламе и основал собственный рекламный продакшн TIP-TOP TEAM в 2016 году.
Окончил Нью-Йоркскую киноакадемию. Во время в пандемии стал разрабатывать киносценарии в качестве креативного продюсера, победил в нескольких питчингах. В 2020 году основал кинокомпанию DUDKA FILMS.

## Фильмография
- 2025 — Нейробатя (полный метр)[14]
- 2024 — За слова отвечаю (полный метр)[15]
- 2024 — Мама (короткий метр)[16]
- 2023 — Эльдорадо (клип Thomas Mraz)[17]
- 2023 — Юра дворник (полный метр)
- 2022 — Кто там? (киноальманах)
- 2020 — DreamApp (шоу)[2]